# Porsche 64
Porsche 64  — марка спортивного автомобіля розроблена Фердинандом Порше у 1939 році.

## Історія

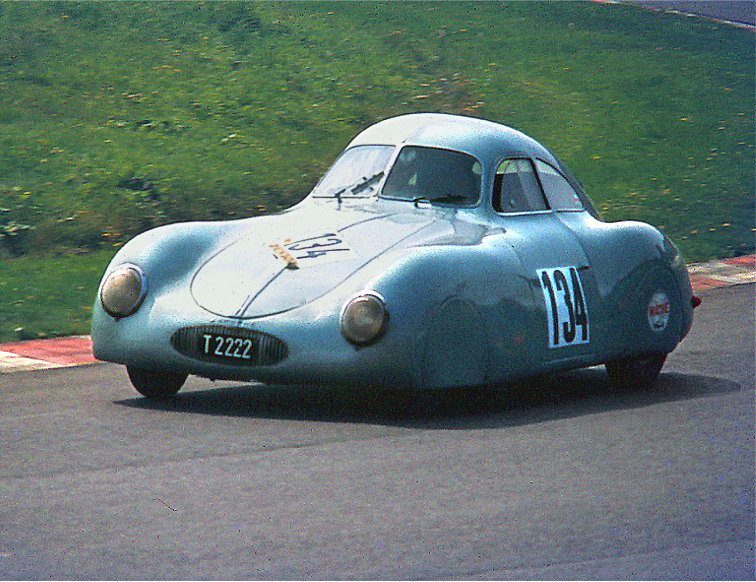
Porsche Typ 64

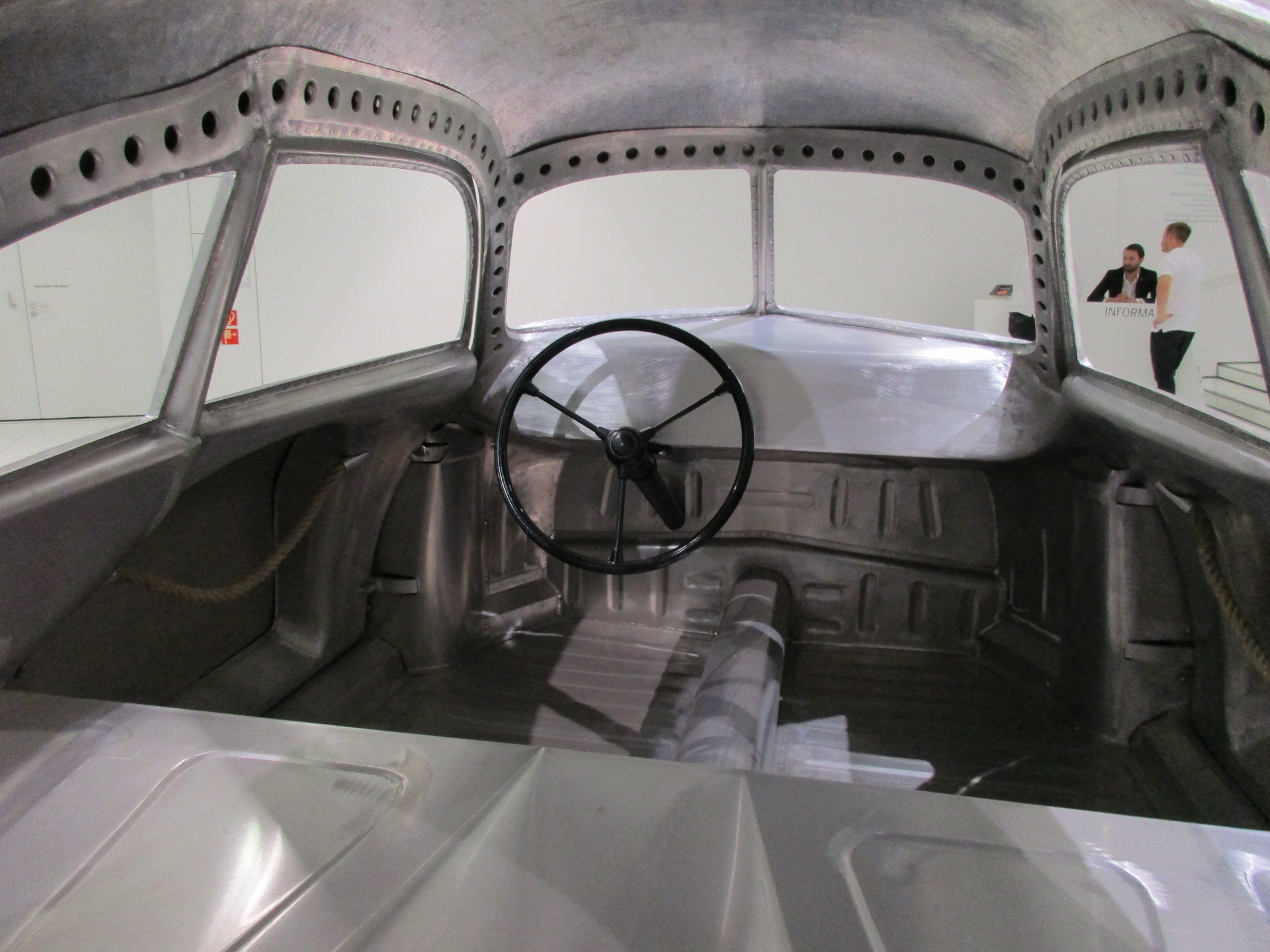

Фердинанд Порше розробив спортивний автомобіль для автоперегонів Берлін-Рим 1939 року. Всього було випущено три зразки. Вони не випускалися під брендом Porsche, а напис Porsche написав вручну сам Фердинанд Порше. Автомобілі збиралися вручну в майстерні «Reutter».
В Porsche 64 був алюміннєвий кузов обтічної форми. Опозитний чотирициліндровий двигун розташовувався позаду. Шасі було значно підсилене. Автомобіль був здатен розвивати швидкість 160 км/год.
Використати авто в перегонах Порше не встиг через початок Другої світової війни. Один автомобіль був знищений на початку війни. Інший екземпляр у травні 1945 року розбили американські солдати, які використовували авто як трофей. Третій, вцілілий екземпляр зберігався в гаражі родини Порше. У 1947 році кузов автомобіля відновив Баттіста Фаріна і у 1949 році авто купив австрійський мотогонщик Отто Мате. На цьому авто Мате переміг у 1950 році на автоперегонах Alpine Rally. Востаннє авто брало участь в перегонах у 1982 році в Каліфорнії на Монтерейських перегонах ретромобілів. З цього часу автомобіль експонується в Пересенському музеї автомобілів в Лос-Анжелесі. Отто Мате був власником автомобіля до своєї смерті у 1995 році. Тоді авто викупив австрійський колекціонер Томас Грубер. У серпні 2019 року автомобіль мали виставити на аукціон в Каліфорнії. Його оцінювали у 17 млн дол. Проте аукціон не відбувся через технічні помилки під час торгів.